# 29-es busz (Pécs)
A pécsi 29-es jelzésű autóbusz a II-es rakodótól Gyükésig közlekedik.

## Története
2016. június 16-ától közlekedik, csak a Budai Állomás felé. A járatok a II-es rakodótól és a Benczúr utcától egyaránt indulnak. Az ellenkező irányban más jelzésű autóbuszok járnak.
2020. február 29-étől Gyükésig közlekedik. Gyükésből 39-es jelzéssel indul vissza a Főpályaudvarra.

## Útvonala
| II-es rakodó → Uránváros → Árkád → Gyükés |
| --- |
| II-es rakodó – Szentlőrinci út – Makay István út – Pellérdi út – Rácvárosi út – Páfrány utca – Uránváros autóbusz-állomás – Páfrány utca – Szigeti út – Hungária utca – Rákóczi út – Rákóczi út – Zsolnay Vilmos utca – Lánc utca – Alsóhavi utca – Ady Endre utca – Wass Albert út – Gyükés |

## Megállóhelyei
| 29 (II-es rakodó → Uránváros → Árkád → Gyükés) |                                      | |                                                                                              |
| Perc (↓)                                       | Megállóhely                          | Megállóhelyet érintő járatok | Létesítmények                                                                                |
| 0                                              | II-es rakodó végállomás              | 26, 26A, 27Y, 28, 29 · Helyközi autóbuszok |                                                                                              |
| 1                                              | Cserkút tető                         | 26, 26A, 27Y, 28, 29 · Helyközi autóbuszok |                                                                                              |
| 2                                              | Cserkúti csárda                      | 26, 26A, 27Y, 28, 29 · Helyközi autóbuszok |                                                                                              |
| 3                                              | Pellérdi elágazás                    | 26, 26A, 27, 27Y, 28, 29 · Helyközi autóbuszok · Mecsekalja-Cserkút |                                                                                              |
| 4                                              | Kutató dűlő                          | 26, 26A, 27Y, 28, 29 · Helyközi autóbuszok |                                                                                              |
| 5                                              | Korsó utca                           | 26, 26A, 27Y, 28, 29 |                                                                                              |
| 6                                              | Patacsi elágazás                     | 25, 25A, 26, 26A, 27, 27Y, 28, 29 · Helyközi autóbuszok |                                                                                              |
| 7                                              | Rácváros                             | 25, 25A, 26, 26A, 27, 27Y, 28, 29 |                                                                                              |
| 8                                              | Bolgár köz                           | 25, 25A, 26, 26A, 27, 27Y, 28, 29 |                                                                                              |
| 10                                             | Uránváros                            | 1, 2, 2A, 2E, 4, 4Y, 21, 21A, 22, 23, 23Y, 24, 25, 25A, 26, 26A, 27, 27Y, 28, 28A, 28Y, 29, 102, 102Y, 104, 104A, 104E, 104Y, 107E, 121 · Helyközi autóbuszok                                                                                   | Autóbusz-állomás, Gyógyszertári Központ                                                      |
| 12                                             | Szigeti út, Szántó Kovács János utca | 25, 26, 27, 27Y, 28, 28A, 28Y, 29, 107E |                                                                                              |
| 13                                             | Gyümölcs utca                        | 25, 26, 26A, 27, 27Y, 28, 28A, 28Y, 29 |                                                                                              |
| 14                                             | Egyetemváros                         | 2, 2A, 2E, 25, 26, 26A, 27, 27Y, 28, 28A, 28Y, 29, 55, 102, 102Y, 107E | PTE Általános Orvostudományi Kar, 400 ágyas klinikatömb                                      |
| 16                                             | Petőfi utca                          | 2, 2A, 2E, 25, 26, 26A, 27, 27Y, 28, 28A, 28Y, 29, 37, 46, 47, 55, 102, 102Y, 107E, 109E | Városi könyvtár                                                                              |
| 18                                             | Kórház tér                           | 2, 2A, 2E, 25, 26, 26A, 27, 27Y, 28, 28A, 28Y, 29, 30, 31, 32, 32Y, 34, 34Y, 35, 35Y, 36, 37, 44, 46, 47, 102, 102Y, 103, 107E, 109E, 130 | Megyei Kórház, Jakováli Hasszán dzsámija, Hotel Pátria                                       |
| 20                                             | Zsolnay-szobor                       | 2, 2A, 2E, 3, 3E, 6, 6E, 7, 7Y, 8, 13Y, 14, 14Y, 22, 23, 23Y, 24, 25, 26, 26A, 27, 27Y, 28, 28A, 28Y, 29, 30, 31, 32, 32Y, 34, 34Y, 35, 35Y, 36, 37, 38, 38Y, 39, 40, 44, 46, 47, 73, 73Y, 102, 102Y, 103, 107E, 109E, 130, 140                 | Postapalota, OTP, ÁNTSZ, Megyei Bíróság, Zsolnay-szobor                                      |
| 22                                             | Árkád                                | 2, 2A, 2E, 3, 3E, 4, 4Y, 6, 6E, 7, 7Y, 8, 13, 13E, 13Y, 14, 14Y, 15, 15A, 22, 23, 23Y, 24, 25, 26, 26A, 27, 27Y, 28, 28A, 28Y, 29, 30, 33, 38, 38Y, 39, 40, 60, 60Y, 73, 73Y, 102, 102Y, 103, 104, 104A, 104E, 104Y, 107E, 109E, 130, 130A, 140 | Árkád, Konzum áruház, Anyakönyvi Önkormányzat, NAV, Skála, Kossuth tér                       |
| 24                                             | Rákóczi út                           | 20, 21, 21A, 22, 23, 23Y, 24, 25, 26, 27, 27Y, 28, 28Y, 29, 33, 38, 38Y, 39, 40, 44, 60, 60A, 60Y, 121, 140 | PTE ÁJK, PTE KTK                                                                             |
| 26                                             | Búza tér                             | 25, 26, 27, 27Y, 28, 28A, 28Y, 29, 30Y, 33, 38, 38Y, 39, 40, 44, 121, 140 | Egyetemi kollégium, I. sz. Rendelőintézet, Dél-dunántúli Regionális Könyvtár és Tudásközpont |
| 27                                             | Ágoston tér                          | 28, 28A, 28Y, 29, 30Y, 33, 38, 38Y, 39, 44, 140 |                                                                                              |
| 29                                             | Sándor utca                          | 28, 28A, 28Y, 29, 38, 38Y, 39, 140 |                                                                                              |
| 30                                             | Erzsébettelep                        | 29, 38, 38Y, 39 |                                                                                              |
| 31                                             | Mészégető                            | 29, 38, 38Y, 39 |                                                                                              |
| 32                                             | Szamárkút                            | 29, 38, 38Y, 39 |                                                                                              |
| 33                                             | Gyükés végállomás                    | 29, 38, 38Y, 39 | Tesco, Autóbusz-állomás                                                                      |